# No Connection
No Connection – angielska grupa muzyczna grająca rock klasyczny, pochodząca z Reading.

## Historia
Zespół założył w maju 1997 Graham Young (główny wokal, gitara) wraz z Simonem Whenlockiem (basy, wokal wspierający) oraz Jonem Hillem (perkusja, wokal wspierający). Grupa inspiruje się zespołami Aerosmith, AC/DC, Deep Purple, George Michael, Public Enemy, Queen, The Cult, Van Halen, and U2.
Muzyka No Connection pojawiła się w dwóch grach komputerowych z serii FlatOut. Trzy piosenki (Burnin', Living American i Love to Hate to Love) pojawiły się w pierwszej części, zaś dwie (The Last Revolution i Feed the Machine) - we FlatOut: Apokalipsa (ang. FlatOut: Ultimate Carnage).

## Dyskografia
- Never Say It's Over (1999)
- Justified (2000)
- Deal With It (2001)
- Love To Hate To Love (2004)
- Feed The Machine (2005)
- Red Light Fever (2008)